# Drottning Beatrix internationella flygplats
Drottning Beatrix internationella flygplats (IATA: AUA, ICAO: TNCA) (papiamento: Aeropuerto Internacional Reina Beatrix, nederländska: Internationale luchthaven Koningin Beatrix, engelska:Queen Beatrix International Airport) är en flygplats i Aruba (Kungariket Nederländerna). Den ligger i den centrala delen av landet, 3 km sydost om huvudstaden Oranjestad. 